# Роберт Ренеджер
Рóберт Ре́неджер (англ. Robert Reneger) — англійський капер або пірат ери Генріха VIII.
Народився в Саутгемптоні.
У 1545 р., під час війни з Францією, захопив французький корабель в одному з портів Іспанії. Однак, оскільки на кораблі були знайдені товари, що належали іспанцям, увесь «приз» був конфіскований місцевою владою. У відповідь Ренеджер захопив вже іспанський корабель «Сан-Сальвадор», принагідно здобувши 124 скрині з цукром, а також шкіри, золото, срібло і перли. Оскільки здобич перевищувала вартість товару, конфіскованого в Ренеджера, корсар виписав команді «Сан-Сальвадора» вексель із зобов'язанням повернути надлишок.
Після цього в Іспанії булі заарештовані усі англійські кораблі, а сам Ренеджер був оголошений піратом. Проте в Англії Ренеджера вважали капером, і залишок свого життя він доживав на батьківщині як шанований громадянин.